# بركت أحمر
البركت الأحمر (الاسم العلمي: Mazama americana) (بالإنجليزية: Red brocket)‏ هو نوع من الحيوانات يتبع جنس البركت من فصيلة الأيليات. من غابات أمريكا الجنوبية، والتي تتراوح من شمال الأرجنتين وصولاً لكولومبيا ومنطقة غيانا. وتتواجد ايضاً في جزيرة ترينيداد في ترينيداد وتوباغو (وكانت تتواجد ايضاً في جزيرة توباغو حتى أوقات قريبة جداً، ولكنها أبيدت من هناك بسبب الصيد الجائر لها بسبب ألعاب الصيد على الجزيرة).
سابقاً كان هذا النوع كان يتضمن بركت أمريكا الوسطى الأحمر و بعض الأحيان بركت يوكاتان البني كنويع[7][3]. لا زال هنالك ارتباك كبير في التصنيف الأنواع في البركت الأحمر. ولانتظار حل لهذا، تم وضعه كنوع ناقص البيانات بواسطة الاتحاد الدولي لحفظ الطبيعة[5][1]. وبالرغم من ذلك، في الوقت الحاضر هو مصنف. وهو أكثر أنواع البركت انتشاراً. وهو يتعايش جنباً إلى جنب مع بركت الأمازون البني مع أغلب صفوفه (الثاني يحتوي على كثافة أقل). النواة الخلوية للبركت الأحمر تمت صياغتها بدايةً بأنها تحوي 2n = 68، FN=74. ومؤخراً تمت صياغتها بأنها تحوي 2n متفاوت بين 48 و54 وFN  متفاوت بين 54 و56. هذا التفاوت قد يعود لوجود أنواع غير مصنفه في هذا النوع.
جسمها يتسم بلون أحمر بني، وعنقها ورأسها بلون رمادي بني فاتح، وسيقان سوداء جزئياً. الفخوذ الداخلية والذيل السفلي لونها أبيض. أولادها الصغار بيضاء وتخلو من اللون الأسود في السيقان. فقط الذكر البالغ يملك قرون مرتفعة بحدة. هذا النوع هو الأكبر في البركت. يصل طول الكتف بين 67-80 سم (23-31 بوصة) وطول الرأس والجسم بين 105-144 سم (41-57 بوصة). وتزن عادةً بين 24-48 كيلوغرام (53-106 رطلاً)، وهنالك استثناءات من الذكور التي قد يصل وزنها إلى 65 كيلوغرام (143 رطلاً).
البركت الأحمر يرعى على الخضروات، ويفضل الفاكهة عندما تكون متاحة. يعيش بالوحدة ويبقى في الغابات الكثيفة عادةً. وعندما يرتبك، يصدر صوت النخير، أو يدوس بحوافرة. 

## معرض الصور

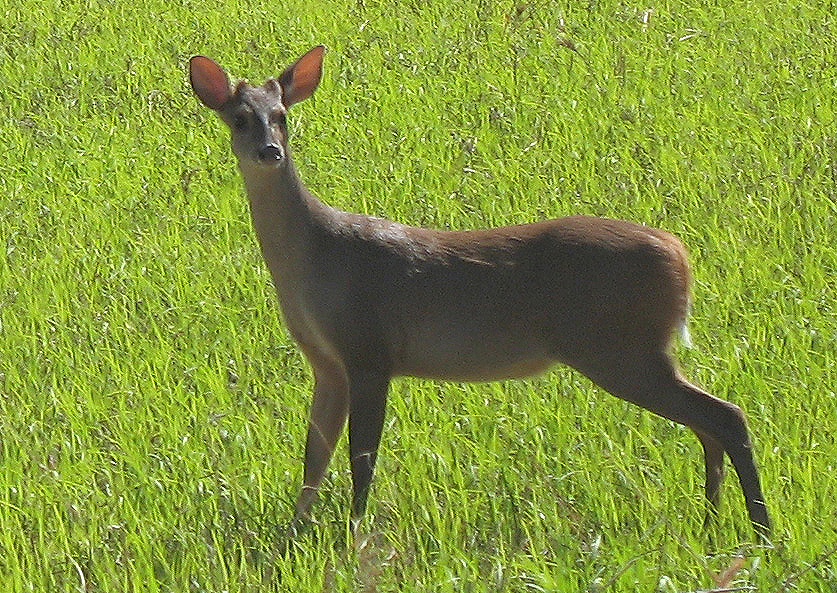
بركت  أحمر
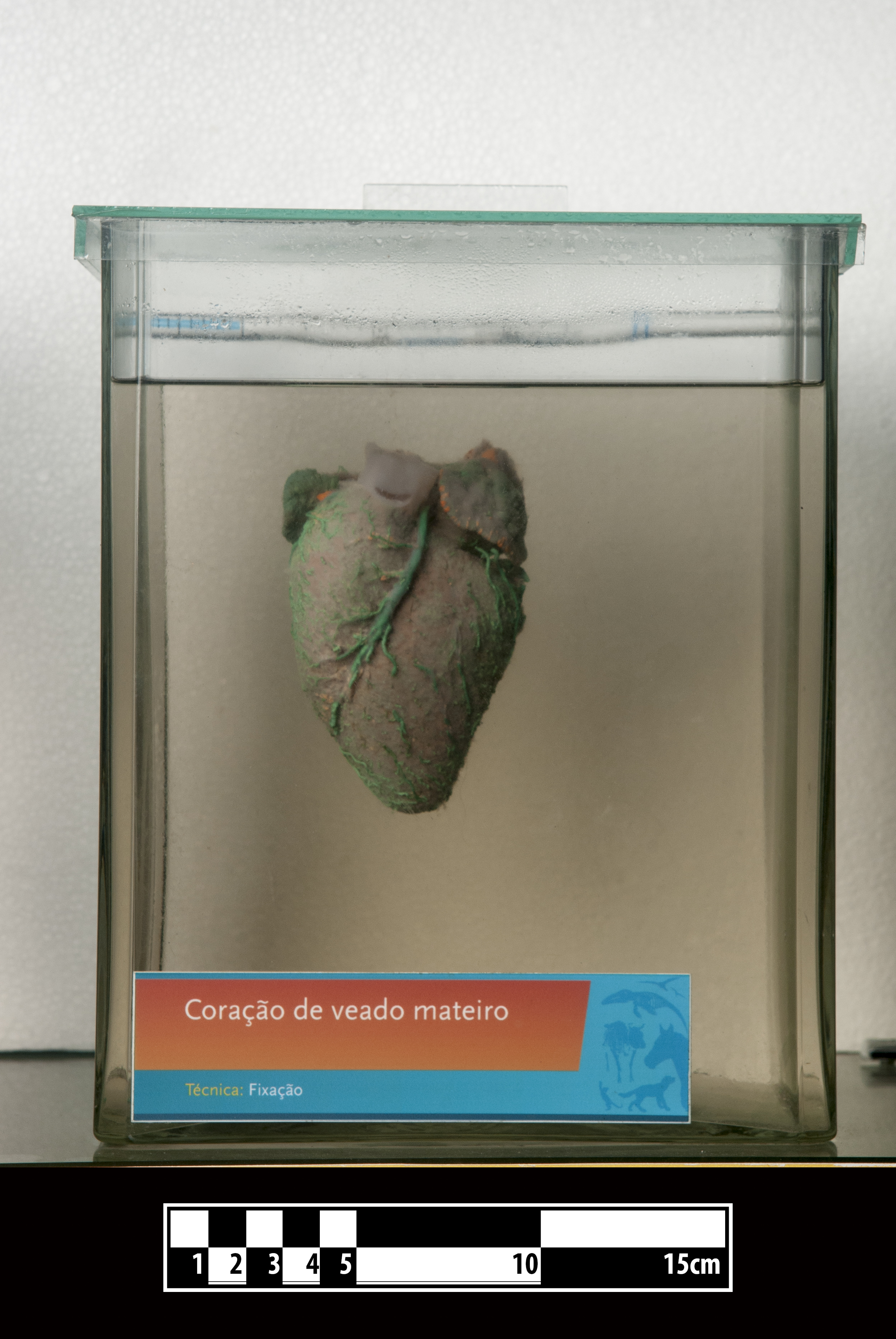
قلب البركت الأحمر
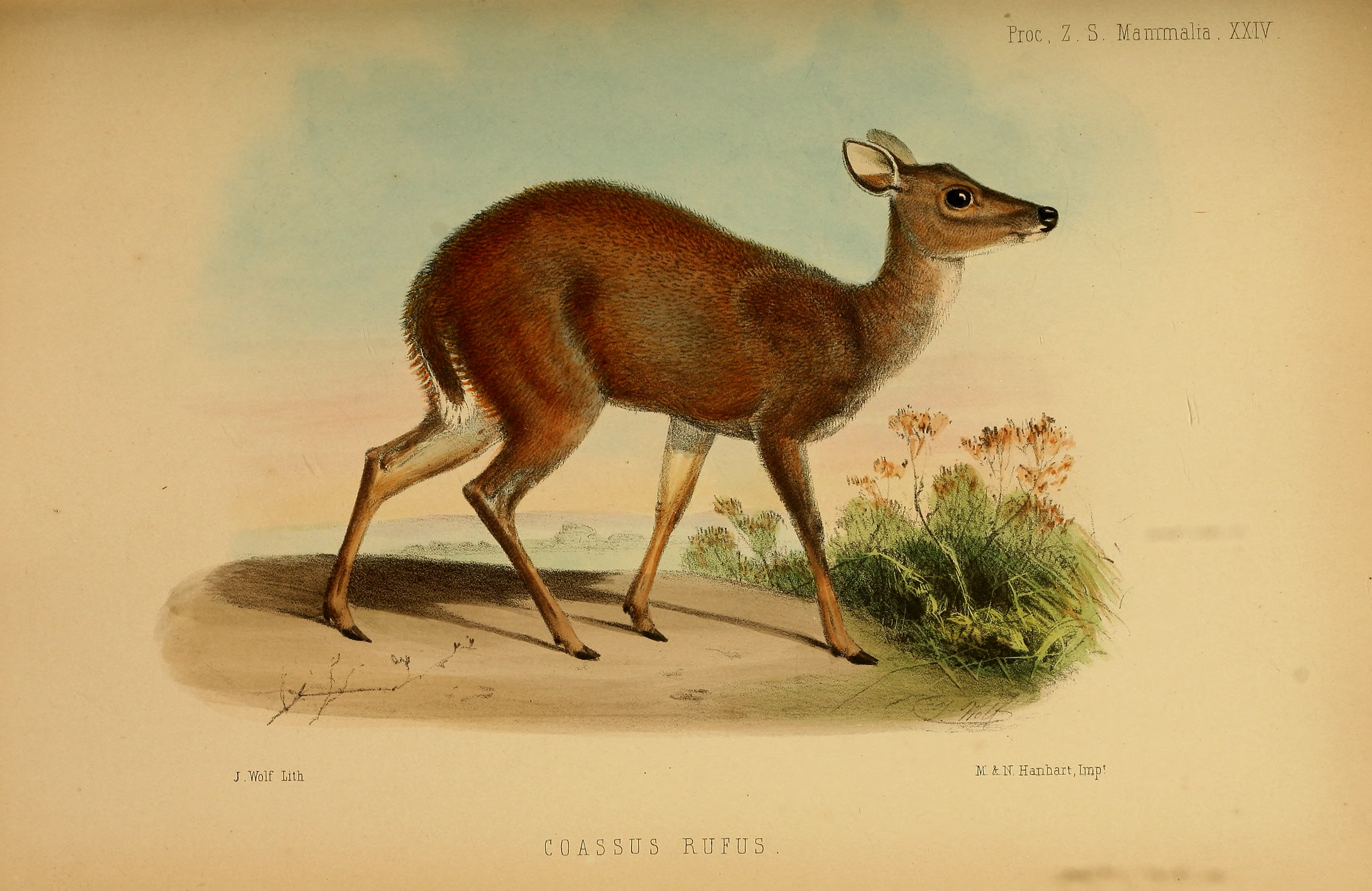
رسم للبركت الأحمر